# Internacional de los Intelectuales
Internacional de los Intelectuales es el nombre de una serie de iniciativas de distinto signo político, auspiciadas por artistas y pensadores a lo largo del siglo XX, ninguna de las cuales llegó a cuajar.
La primera propuesta formal de una Internacional de los Intelectuales parece ser la del anarquista rumano Eugen Relgis, quien hacia 1922, hace reiteradas llamadas a la organización de la misma, que se concretarán en la firma de varios manifiestos (organizó en Bucarest el que llamó Primer Grupo Humanitarista, y en enero de 1923 lanzó un «Llamamiento a los intelectuales y a los trabajadores iluminados»), publicados en varios idiomas (rumano, español, francés, alemán, búlgaro, italiano, sueco, húngaro, inglés y esperanto) desde esta fecha hasta 1933, aproximadamente, sin conseguir desarrollarse.
Independiente de la propuesta anterior, se celebra en Praga en 1928 un Congreso Internacional de los Intelectuales, filo-socialista.
A lo largo de los años 1930 se celebran en Francia varios congresos de la Internacional de los Intelectuales Antifascistas y en España un II Congreso Internacional de Escritores para la Defensa de la Cultura en 1937.
Entre 1946 y 1947 queda organizado un Movimiento Internacional de los Intelectuales Católicos, sobre todo a partir de las reuniones tenidas en Roma en abril de 1947, vinculado nominalmente a la religión católica.
En los años '50 Cornelius Castoriadis promoverá de nuevo la idea de una organización revolucionaria de intelectuales. Sin pretenderlo, es posible que la Internacional Situacionista (1957-1972) sea una de las organizaciones que mejor se correspondan con la idea.
En el marco de los años 1960, cabe citar varios congresos internacionales de los intelectuales de distintos signos políticos.
El sociólogo francés Pierre Bourdieu preconizará en 1992 la creación de una nueva “Internacional de los Intelectuales”
Algunos escritores como Jean-Marie Le Clezio y el filósofo Jean Baudrillard participan en el Forum Internacional de los Intelectuales organizado en mayo de 2005 en Corea.
- Datos: Q5919028